# ون كورت سكوير
ون كورت سكوير بالإنجليزية One Court Square هو يعرف ايضاً ب مبنى سيتي كروب بالإنجليزية Citigroup building هو مبنى مكون من 50 طابق ويبلغ ارتفاعه 200 متر (658 قدم) هو برج رسمي أو مكتب في لونغ آيلند عبر شرق النهر من مانهاتن في نيويورك هو اكتمل عام 1990 بواسطة سكيدموري، أوينغس وميريل ل سيتي غروب هذا البرج يعتبر أطول مبنى في نيويورك ( مع [[مبنى إمباير ستيت]]) في خارج مانهاتن.

## التفاصيل
- افتتح في عام 1990
- الزجاج ملون باللون الاخضر
- مكون من 50 طابق
- 27 مصعد للركاب 4 مصاعد للشحن و6 سلالم متحركة
- 1401630 قدم مربع قابلة للتأجر.
- مملوكة من قبل سافانا
- المهندس المعماري سكيدموري، أوينغس وميريل
- مدير الإنشاء ترنير كونستركشن

## انظر ايضاً
- قائمة أطول المباني في مدينة نيويورك
- قائمة أطول المباني في العالم

## وصلات خارجية
- Citicorp Building